# Monasterio de Santa María (Lluc)
El santuario de Santa María de Lluc (en catalán Santuari de Santa Maria de Lluc) y cuyo topónimo proviene del latín Lucus para referirse a "bosque sagrado", se encuentra situado en el municipio español de Escorca, a unos 400 metros de altitud, en plena sierra de Tramontana de la isla de Mallorca, la mayor de las Baleares. Está considerado como el lugar sagrado y de peregrinaje por excelencia de la isla, por residir en él la Virgen de Lluc, patrona de Mallorca. 
El monasterio es el primer santuario mariano de Baleares. Además, cuenta con un jardín botánico que se instauró en 1956, llamado Jardín Botánico de Lluc.

## Leyenda
Cuenta la leyenda que un pastor y un monje hallaron la imagen de la Virgen de Lluc en un roquedal junto al torrente que pasa por detrás de la sacristía actual del santuario. Ese mismo día, la trasladaron al oratorio de Sant Pere d'Escorca (San Pedro de Escorca), por entonces la sede parroquial. Cuando al día siguiente los habitantes de la comarca se acercaron a venerarla, había desaparecido y fue hallada de nuevo cerca del lugar donde se halló por primera vez, en el torrente. Hecho que sucedió dos veces más, por lo que los habitantes del lugar construyeron un pequeño oratorio para venerar la imagen.

## Historia

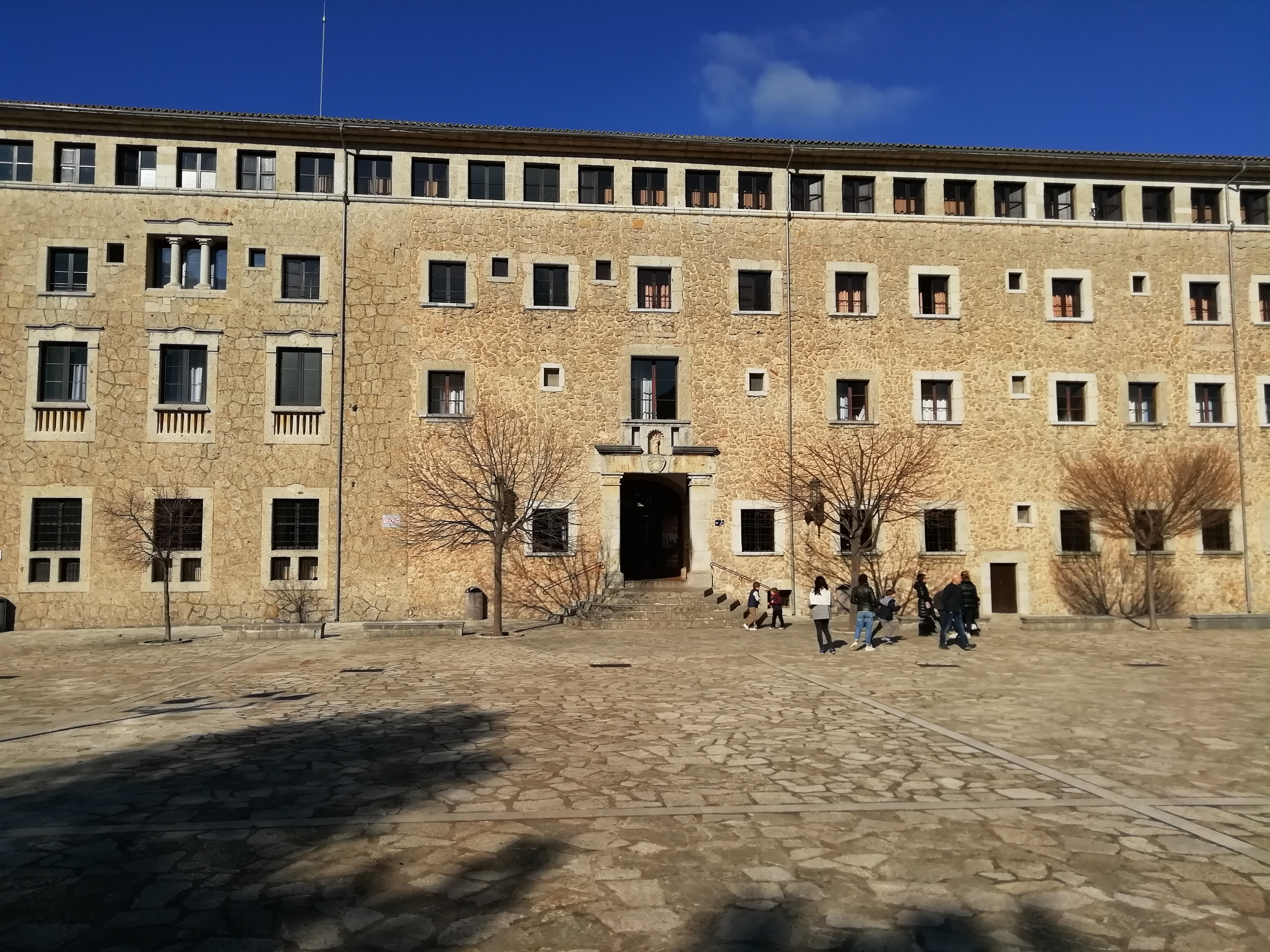
Fachada principal del santuario de Lluc.

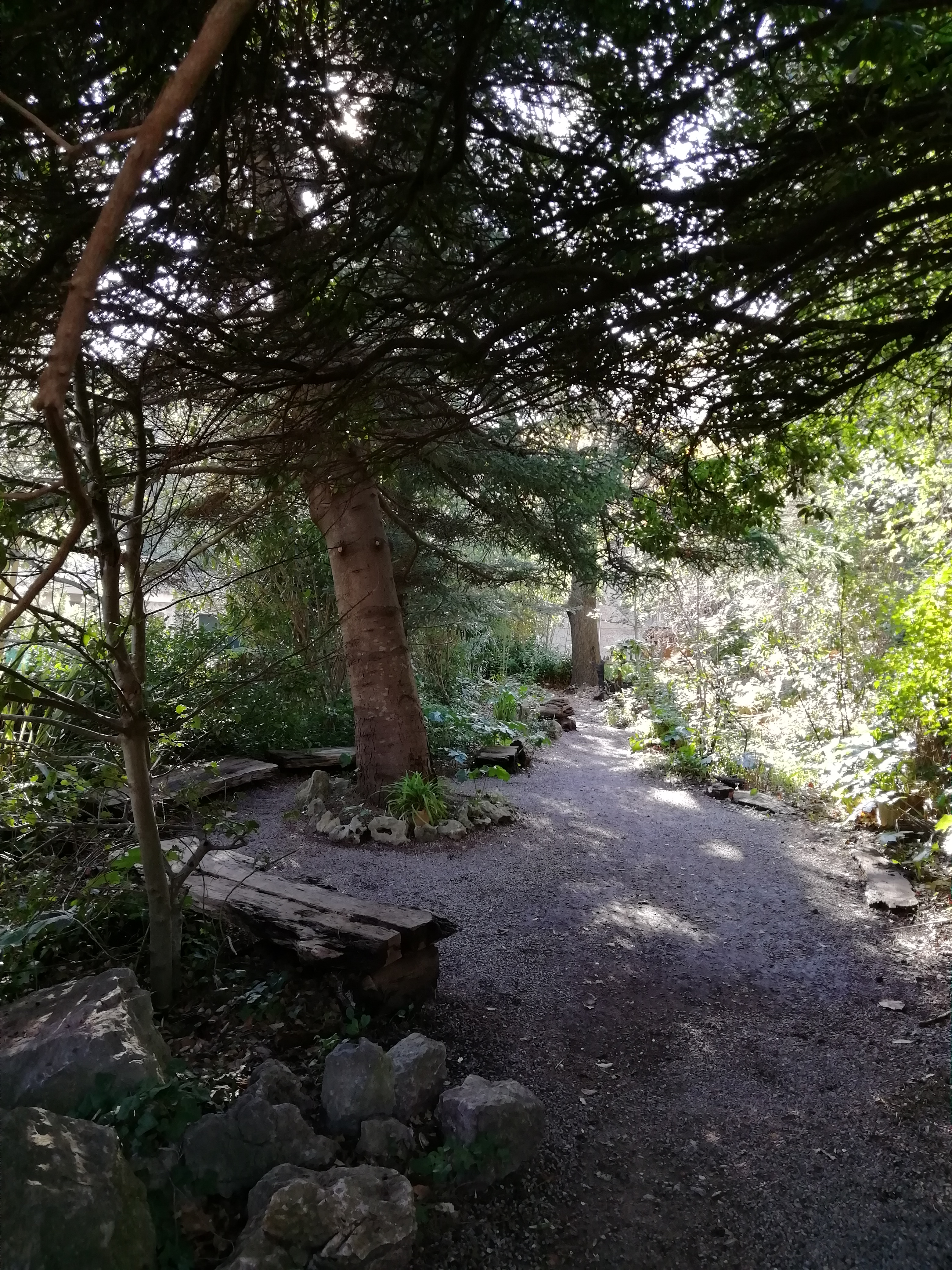
Jardín del monasterio de Lluc.

Las primeras noticias sobre el asentamiento de una capilla en Lluc se remontan al año 1268 por considerarse este lugar sagrado desde tiempos antiguos. 
Restos correspondientes a la Edad del bronce y del hierro, así como múltiples objetos de esos períodos históricos muestran que la zona del monasterio ha sido habitada desde tiempos pretéritos. También existen varias cuevas prehistóricas en sus cercanías conocidas como, Ses Cometes des Morts (las cometas de los muertos en mallorquín) con restos humanos hallados en ataúdes de madera que todavía pueden ser observados en el museo del monasterio.
Durante la época islámica la montaña perteneció a Al-Yibal y, gracias a la dificultad presentada por el terreno, pudieron resistir el asedio de las tropas cristianas hasta el año 1232. Después de la derrota de los musulmanes el rey Jaime I repartió los territorios de la isla; y la Orden del Temple, a cambio de su participación en la conquista, se quedó con las tierras de la alquería de Lluc. 
A cambio de un tributo anual a la orden, los templarios arrendaban la propiedad a los distintos pobladores para su cultivo, conservando ellos el dominio directo de los territorios. En 1314 y con la disolución de la Orden del Temple, sus propiedades en Lluc fueron traspasadas a la Orden de Malta.
El 1707, el pretendiente al trono hispano Carlos de Austria le concedió al Monasterio de Lluc el título de "Capilla Real"; y en 1962, el papa Juan XXIII otorgó el título de basílica a la iglesia del monasterio, en donde se encuentra la imagen de la Virgen de Lluc. Desde finales del siglo XIX, la congregación de Misioneros de los Sagrados Corazones es la comunidad religiosa encargada de gestionar el santuario.
A la Virgen de Lluc se la conoce popularmente como "La Moreneta" (La Morenita). En España existen otras vírgenes negras conocidas con el nombre de "morenita" o "moreneta", como la Virgen de Montserrat (Barcelona) o la Virgen de Candelaria (Tenerife).

## Marcha del Güell a Lluc a pie
Todos los años se lleva a cabo un acontecimiento multitudinario, llamado Marcha del Güell a Lluc a pie, en el que participan más de 50 000 personas que desde Palma marchan en peregrinación en un recorrido de más de 48 kilómetros hasta llegar al monasterio.